# Bába-völgyi 1. sz. víznyelőbarlang
A Bába-völgyi 1. sz. víznyelőbarlang az Aggteleki Nemzeti Park területén található egyik barlang. Az Aggteleki-karszt és a Szlovák-karszt többi barlangjával együtt 1995 óta a világörökség része.

## Leírás
Szögliget központjától északra, három kilométerre, az Alsó-hegy déli részén, a Bába-völgyben, egy 30–40 méter átmérőjű, 6–8 méter mély, inaktívvá váló víznyelőben nyílik. A Bába-völgyi 2. sz. víznyelő barlangjának a bejáratától körülbelül 150 méternyire, az Országos Kéktúra kék sáv jelzésű turistaútjához és a piros sáv jelzésű turistaúthoz közel van a 2–3 méter széles bejárata. A turistaúton, a völgyben felfelé haladva a turistaúttól jobbra található. A barlang helyét jelölik az új kiadású turistatérképek. Felső triász mészkőben jött létre. Nincs benne cseppkő és oldásos forma. A barlangon átfolyó víz valószínűleg a Lakatos-forrásban, amelynek a neve régen Bába-forrás és Borz-forrás volt jelenik meg. A víznyelő kis vízgyűjtő területű, körülbelül 40.000–50.000 négyzetméter és emiatt ritkán aktív. Jelenleg 8–10 méter mélységig járható. A teljes barlang omlásveszélyes és csak engedéllyel tekinthető meg. Barlangjáró alapfelszereléssel járható. Bontással valószínűleg növelni lehetne a hosszát.
Előfordul a barlang az irodalmában Bábavölgyi 1.sz. viznyelő (Dénes 1964), Bába-völgyi I.sz víznyelőbarlang (Vlk 2019), Szádvári 1.sz. viznyelő (Bertalan 1976), Szádvári 1. sz. víznyelő (Kordos 1984) és Szádvári 1. sz. víznyelőbarlang (Dénes 2004–2005) neveken is. 1984-ben volt először Bába-völgyi 1. sz. víznyelőbarlangnak nevezve a barlang az irodalmában.

## Kutatástörténet
1957 májusában Dénes György talált rá a víznyelőre. 1957. augusztusban fedezte fel 8 méter mélységig és 8 méter hosszig a Balázs Dénes által vezetett ÉM Kinizsi Barlangkutató Csoport a víznyelőben eltűnő víz helyének kibontásával. Ekkor azt feltételezték, hogy az acskói Alsó-forrásban jelenik meg a barlangban eltűnő víz. A feltárással egyszerre Bártfay Pál (a csoport tagja) elkészítette a barlang térképét.
Az 1963-ban készült Szpeleográfiai terepjelentés című kézirat szerint a barlang valószínűleg a Bába-forrásba adja le vizét az 1959 nyarán a Bába-völgyi 2. sz. víznyelőben Dénes György által végzett fluoreszceines vízfestés eredményéből következtetve. A Bába-forrástól légvonalban, térkép alapján mérve 335 m-re található. A Bába-forráshoz viszonyított szintkülönbség +40 m. Az 1961-ben kiadott, Aggtelek és környéke című útikalauzban az olvasható, hogy Dénes György 1958-ban mutatta ki a barlang és a Borz-forrás hidrológiai összefüggését.
A Vörös Meteor Barlangkutató Csoport 1964-ben bontotta a víznyelőt. 1964. március 26-án a Bába-völgyi 1. sz. víznyelő nem működött, a Bába-völgyi 2. sz. víznyelőben 100 l víz nyelődött el percenként. 1964. március 27-én a Bába-völgyi 1. víznyelőben szivárgás volt tapasztalható, a Bába-völgyi 2. sz. víznyelőben 330 l víz nyelődött el percenként. Hazslinszky Tamás 1965-ben publikált tanulmánya szerint a víznyelő kis vízgyűjtő területű és emiatt ritkán aktív. Régen nagy vízgyűjtőterülete lehetett a hatalmas nyílású víznyelőnek, amelyet a később keletkezett Bába-völgyi 2. sz. víznyelő kapcsolt le. 1966-ban a Kinizsi Barlangkutató Csoport tagjai ellenőrző bejárásokat és kis állagfenntartási munkát végeztek a bába-völgyi nyelőkben.
1975-ben a KPVDSZ VM Tektonik Barlangkutató Csoport tagjai (Bessenyei J., Gáspár J., Szabó M. és Varga P.) felmérték a barlangot, majd Szabó M. a felmérés alapján megrajzolta a barlang hosszmetszet térképét, alaprajz térképét és 7 keresztmetszet térképét. A térképek 1:100 méretarányban mutatják be a barlangot. A hosszmetszet térképen látható a 7 keresztmetszet elhelyezkedése a barlangban. A térképlapon jelölve van az É-i irány. A Bertalan Károly által írt és 1976-ban befejezett kéziratban, a 68. számú cédulán szó van arról, hogy a Bábavölgyi 1.sz. viznyelő (Szádvári 1.sz. viznyelő) Szögligeten, az Alsó-hegyen helyezkedik el. A víznyelőnek kicsi a vízgyűjtőterülete, emiatt nagyon ritkán aktív a víznyelő. A Bába-völgyi 1. sz. víznyelőbarlangtól K-re 180 m-re van a Bába-völgyi 2. sz. víznyelő barlangja. A Bába-völgyi 1. sz. víznyelőbarlangot ismertető cédula a Hazslinszky Tamás által írt publikáció alapján lett írva.
Az 1977-ben írt, Szpeleográfiai terepjelentés című kéziratban az olvasható, hogy a Lakatos-forrásban jelenik meg a barlangba befolyó víz a VITUKI vízfestése alapján. A barlang alaprajzi hossza 22 m, hossza a valóságban 32 m, vízszintes kiterjedése 14 m és függőleges kiterjedése 14 m. A Magyar Karszt- és Barlangkutató Társulat 1982-es vándorgyűlésén az egyik túracélpont volt. Az 1984-ben kiadott, Magyarország barlangjai című könyv országos barlanglistájában szerepel az Aggteleki-karszton lévő barlang Bába-völgyi 1. sz. víznyelőbarlang néven Szádvári 1. sz. víznyelő névváltozattal. A listához kapcsolódóan látható az Aggteleki-karszt és a Bükk hegység barlangjainak földrajzi elhelyezkedését bemutató 1:500 000-es méretarányú térképen a barlang földrajzi elhelyezkedése.
A MAFC Barlangkutató Csoport 1993. évi jelentése alapján a barlang az Acskó-forrással van hidrológiai kapcsolatban. Az MKBT Műsorfüzet 1994. évi május–júniusi füzetéből megtudható, hogy az árusításra került Alsó-hegy térképlapon nincs rajta a barlang. Az Aggteleki-karszt és a Szlovák-karszt többi barlangjával együtt 1995 óta a világörökség része a Bába-völgyi 1. sz. víznyelőbarlang. A Nyerges Attila által 1997-ben készített szakdolgozat szerint a 7 m mély Bába-völgyi I.sz.-víznyelőbarlang az Alsó-hegy magyarországi részének 53. legmélyebb barlangja. Az 52. legmélyebb (Húsvét-zsomboly) szintén 7 m mély. A 2004–2005. évi Karszt és Barlangban publikált nekrológ szerint Frojimovics Péter részt vett a Bába-völgyi 1. sz. víznyelőbarlang 1957. évi feltárásában, első bejárásában és felmérésében. A 2008. szeptember 27-én megrendezett XV. Lakatos Kupa kiadványa szerint a 7 m mély Bába-völgyi 1. sz. víznyelőbarlang nem volt a verseny helyszínei között.
Az Alsó-hegy karsztjelenségeiről szóló, 2019-ben kiadott könyvben az olvasható, hogy a Bába-völgyi I.sz víznyelőbarlang (Szádvári 1.sz. víznyelö) 32 m hosszú és 14 m mély. A barlang azonosító számai: Szlovákiában 191, Magyarországon 5452/22. A könyvben publikálva lettek a barlang 1975-ben készült térképei. A publikált 7 keresztmetszet térkép az 1975-ös változathoz képest jobban el van rendezve, áttekinthetőbb. A barlangot 1975-ben Bessenyei J., Gáspár J., Szabó M. és Varga P. mérték fel, majd 1975-ben Szabó M. a felmérés alapján megrajzolta a barlang térképeit. A térképeket 2015-ben Luděk Vlk digitalizálta. A kiadványhoz mellékelve lett az Alsó-hegy részletes térképe. A térképet Luděk Vlk, Mojmír Záviška, Ctirad Piskač, Jiřina Novotná, Miloš Novotný és Martin Mandel készítették. A térképen, amelyen fekete ponttal vannak jelölve a barlangok és a zsombolyok, látható a Bába-völgyi 1. sz. víznyelőbarlang (5451/22, 191) földrajzi elhelyezkedése.